# Kroatische Euromünzen
Die kroatischen Euromünzen sind die von Kroatien seit dem Beitritt zum Euro 2023 in Umlauf gebrachten Euromünzen der gemeinsamen europäischen Währung Euro.

## Umlaufmünzen
Am 4. Februar 2022 hat die kroatische Regierung das Design der nationalen Seiten der kroatischen Euromünzen der Öffentlichkeit vorgestellt.
Die Münzen zeigen folgende Motive:
| 0,01 €          | 0,02 €           | 0,05 €                |
| --------------- | ---------------- | --------------------- |
| 1 Cent Kroatien | 2 Cent Kroatien  | 5 Cent Kroatien       |
| HR-Ligatur      |                  |                       |
| 0,10 €          | 0,20 €           | 0,50 €                |
|                 | 20 Cent          |                       |
| Nikola Tesla    |                  |                       |
| 1,00 €          | 2,00 €           | Rand der 2-€-Münze    |
| 1 Euro Kroatien | 2 Euro Kroatien  | Rand der 2-Euro-Münze |
| Marder          | Umriss Kroatiens | Hymne an die Freiheit |

Sämtliche Münzen sind mit dem für das Wappen Kroatiens charakteristischen Schachbrettmuster hinterlegt und enthalten den Landesnamen 
Hrvatska in Majuskeln.

### HR-Ligatur
1 Cent, 2 Cent, 5 Cent: Eine Ligatur der glagolitischen Buchstaben Ⱈ (H) und Ⱃ (R) gemäß dem internationalen Länderkürzel HR für Kroatien laut ISO-3166-1. Das Design stammt von Maja Škripelj.

### Nikola Tesla
10 Cent, 20 Cent, 50 Cent: Ein Bild des Ingenieurs Nikola Tesla. Das Design stammt von Ivica Družak.
Seitens der Serbischen Nationalbank gab es Bedenken bezüglich des Motivs. Hintergrund ist ein seit Jahrzehnten bestehender Streit über die Deutungshoheit der nationalen Zugehörigkeit Teslas zwischen Kroatien einerseits und Serbien andererseits. Teslas Eltern waren der serbisch-orthodoxe Priester Milutin Tesla (1819–1879) und dessen Frau Georgina (Rufname Đuka, geborene Mandić, 1822–1892). Tesla war somit ethnischer Serbe. Geboren jedoch wurde er im Jahr 1856 im Dorf Smiljan auf dem Gebiet des Königreichs Kroatien und Slawonien, das damals zum Kaisertum Österreich gehörte. Heute ist dieses Dorf ein Teil der Stadt Gospić in Kroatien. Tesla verbrachte seine Kindheit in Smiljan und seine Jugend in Karlovac, welches ebenfalls zum Königreich Kroatien und Slawonien gehörte, wo er das Gymnasium besuchte. In Serbien verbrachte er dagegen in seinem Leben nur einen einzigen Tag.

### Marder
1 Euro: Das Bild eines Marders (kroatisch Kuna). Dieses Motiv wurde von Kuna-Münzen übernommen und erinnert an die bisherige kroatische Währung Kuna, die auf die mittelalterliche Verwendung von Marderfellen als Pelzgeld im Gebiet des heutigen Kroatiens zurückgeht.
Bezüglich des ausgewählten Bildes gab es Proteste wegen Urheberrechtsverletzungen, weil ein Bild des schottischen Fotografen Iain Leach dem Design sehr ähnelt. Daraufhin zog der Designer Stjepan Pranjković seinen Entwurf am 7. Februar 2022 zurück. Anschließend wurde ein anderes Design ausgewählt.

### Umriss Kroatiens
2 Euro: Der Kartenumriss Kroatiens. Das Design stammt von Ivan Šivak.

### Hymne an die Freiheit
Rand 2 Euro: Erster Vers der Hymne an die Freiheit. Das Zitat stammt aus dem Werk Dubravka von Ivan Gundulić: „O LIJEPA O DRAGA O SLATKA SLOBODO“ (deutsch: „O schöne, o liebe, o süße Freiheit“)

## 2-Euro-Gedenkmünzen
| Nr. | Bild | Ausgabedatum Bildreferenz | Anlass                                                                 | Amtsblatt Referenz | Auflage    |
| --- | ---- | ------------------------- | ---------------------------------------------------------------------- | ------------------ | ---------- |
| 1   |      | 15. September 2023        | Einführung des Euro als offizielle Währung Kroatiens am 1. Januar 2023 | [ 6 ] [ 7 ]        | 0. 255.000 |
| 2   |      | 2. Juli 2024              | Stadt Varaždin                                                         | [ 8 ] [ 9 ]        | 0. 200.000 |
| 3   |      | 15. Oktober 2024          | 500. Todestag Marko Marulić                                            | [ 10 ]             | 0. 200.000 |

## Sammlermünzen
Es folgt eine Auflistung aller Sammlermünzen Kroatiens.

### 4 Euro
| Thema                                                                     | Ausgabedatum                                                              | Auflage                                                                   |
| Material: 99,99 % Silber – Durchmesser 38,61 mm – Masse 31,103 g (1 Unze) | Material: 99,99 % Silber – Durchmesser 38,61 mm – Masse 31,103 g (1 Unze) | Material: 99,99 % Silber – Durchmesser 38,61 mm – Masse 31,103 g (1 Unze) |
| ------------------------------------------------------------------------- | ------------------------------------------------------------------------- | ------------------------------------------------------------------------- |
| Innovationen von Faust Vrančić – Homo Volans                              | 3. Juli 2023                                                              | 15.000                                                                    |
| Drache von Trsat                                                          | 29. Januar 2024                                                           | 5.000                                                                     |
| Autochthones Kroatien – Adriatische Mauereidechse                         | 14. März 2024                                                             | 4.000                                                                     |
| 150. Geburtstag von Ivana Brlić-Mažuranić                                 | 24. April 2024                                                            | 1.500                                                                     |
| Insel Susak                                                               | 19. August 2024                                                           | 1.000                                                                     |
| Kroatische Innovationen – Puretićs Power Block                            | 28. September 2024                                                        | 1.000                                                                     |
| 60. Geburtstag von Dražen Petrović                                        | Oktober 2024                                                              | 4.000                                                                     |
| Kroatische Kultur und Erbe – Die Halubianer Glöckner                      | 18. Februar 2025                                                          | 2.000                                                                     |
| 1100 Jahre kroatisches Königreich                                         | April 2025                                                                | 2.000                                                                     |
| Innovationen von Slavoljub Eduard Penkala                                 | 25. Juli 2025                                                             | 1.000                                                                     |

### 6 Euro
| Thema                                                                   | Ausgabedatum                                                            | Auflage                                                                 |
| Material: 99,99 % Silber – Durchmesser 45 mm – Masse 62,207 g (2 Unzen) | Material: 99,99 % Silber – Durchmesser 45 mm – Masse 62,207 g (2 Unzen) | Material: 99,99 % Silber – Durchmesser 45 mm – Masse 62,207 g (2 Unzen) |
| ----------------------------------------------------------------------- | ----------------------------------------------------------------------- | ----------------------------------------------------------------------- |
| Insel Susak (Farbmünze)                                                 | 19. August 2024                                                         | 0.400                                                                   |
| 60. Geburtstag von Dražen Petrović                                      | Oktober 2024                                                            | 2.000                                                                   |
| Drache von Trsat (Farbmünze)                                            | 14. November 2024                                                       | 1.000                                                                   |
| Adriatische Mauereidechse                                               | 25. Januar 2025                                                         | 0.400                                                                   |
| 1100 Jahre kroatisches Königreich (Farbmünze)                           | Mai 2025                                                                | 0.500                                                                   |

### 8 Euro
| Thema                                                                    | Ausgabedatum                                                             | Auflage                                                                  |
| Material: 99,99 % Silber – Durchmesser 60 mm – Masse 155,518 g (5 Unzen) | Material: 99,99 % Silber – Durchmesser 60 mm – Masse 155,518 g (5 Unzen) | Material: 99,99 % Silber – Durchmesser 60 mm – Masse 155,518 g (5 Unzen) |
| ------------------------------------------------------------------------ | ------------------------------------------------------------------------ | ------------------------------------------------------------------------ |
| 60. Geburtstag von Dražen Petrović                                       | Oktober 2024                                                             | 1.000                                                                    |
| Kroatische Kultur und Erbe – Die Halubianer Glöckner (Farbmünze)         | 18. Februar 2025                                                         | 0.500                                                                    |

### 10 Euro
| Thema                                                                  | Ausgabedatum                                                           | Auflage                                                                |
| Material: 99,99 % Gold – Durchmesser 15 mm – Masse 1,944 g (1⁄16 Unze) | Material: 99,99 % Gold – Durchmesser 15 mm – Masse 1,944 g (1⁄16 Unze) | Material: 99,99 % Gold – Durchmesser 15 mm – Masse 1,944 g (1⁄16 Unze) |
| ---------------------------------------------------------------------- | ---------------------------------------------------------------------- | ---------------------------------------------------------------------- |
| Spitzenherstellung in Kroatien                                         | 17. Oktober 2023                                                       | 3.000                                                                  |
| Autochthones Kroatien – Adriatische Mauereidechse                      | 14. März 2024                                                          | 2.000                                                                  |
| 1100 Jahre kroatisches Königreich                                      | April 2025                                                             | 1.000                                                                  |

### 25 Euro
| Thema                                                                 | Ausgabedatum                                                          | Auflage                                                               |
| Material: 99,99 % Gold – Durchmesser 22 mm – Masse 7,776 g (1⁄4 Unze) | Material: 99,99 % Gold – Durchmesser 22 mm – Masse 7,776 g (1⁄4 Unze) | Material: 99,99 % Gold – Durchmesser 22 mm – Masse 7,776 g (1⁄4 Unze) |
| --------------------------------------------------------------------- | --------------------------------------------------------------------- | --------------------------------------------------------------------- |
| Spitzenherstellung in Kroatien                                        | 17. Oktober 2023                                                      | 1.000                                                                 |

### 100 Euro
| Thema                                                                | Ausgabedatum                                                         | Auflage                                                              |
| Material: 99,99 % Gold – Durchmesser 32 mm – Masse 31,103 g (1 Unze) | Material: 99,99 % Gold – Durchmesser 32 mm – Masse 31,103 g (1 Unze) | Material: 99,99 % Gold – Durchmesser 32 mm – Masse 31,103 g (1 Unze) |
| -------------------------------------------------------------------- | -------------------------------------------------------------------- | -------------------------------------------------------------------- |
| Innovationen von Faust Vrančić – Homo Volans                         | 3. Juli 2023                                                         | 0.300                                                                |
| Spitzenherstellung in Kroatien                                       | 17. Oktober 2023                                                     | 1.000                                                                |
| Drache von Trsat                                                     | 29. Januar 2024                                                      | 0.100                                                                |
| Autochthones Kroatien – Adriatische Mauereidechse (Farbmünze)        | 14. März 2024                                                        | 0.200                                                                |
| 150. Geburtstag von Ivana Brlić-Mažuranić                            | 24. April 2024                                                       | 0.150                                                                |
| Insel Susak (Farbmünze)                                              | 31. August 2024                                                      | 0.200                                                                |
| Kroatische Innovationen – Puretićs Power Block                       | 28. September 2024                                                   | 0.100                                                                |
| 60. Geburtstag von Dražen Petrović                                   | Oktober 2024                                                         | 0.500                                                                |
| Kroatische Kultur und Erbe – Die Halubianer Glöckner (Farbmünze)     | 18. Februar 2025                                                     | 0.200                                                                |
| 1100 Jahre kroatisches Königreich                                    | April 2025                                                           | 0.300                                                                |
| Innovationen von Slavoljub Eduard Penkala                            | 25. Juli 2025                                                        | 0.100                                                                |

### 106 Euro
| Thema | Ausgabedatum | Auflage |
| Material der Krawatte: 99,99 % Gold – Masse 31,1 g (1 Unze) – 100 Euro, Material der restlichen Münze: Silber – Durchmesser 46 mm – 6 Euro | Material der Krawatte: 99,99 % Gold – Masse 31,1 g (1 Unze) – 100 Euro, Material der restlichen Münze: Silber – Durchmesser 46 mm – 6 Euro | Material der Krawatte: 99,99 % Gold – Masse 31,1 g (1 Unze) – 100 Euro, Material der restlichen Münze: Silber – Durchmesser 46 mm – 6 Euro |
| --- | --- | --- |
| Krawatte | 2023 | 500 |

### 200 Euro
| Thema                                                    | Ausgabedatum                                             | Auflage                                                  |
| Material: 99,99 % Gold – Durchmesser 45 mm – Masse 100 g | Material: 99,99 % Gold – Durchmesser 45 mm – Masse 100 g | Material: 99,99 % Gold – Durchmesser 45 mm – Masse 100 g |
| -------------------------------------------------------- | -------------------------------------------------------- | -------------------------------------------------------- |
| 60. Geburtstag von Dražen Petrović                       | Oktober 2024                                             | 060                                                      |
| 1100 Jahre kroatisches Königreich                        | April 2025                                               | 100                                                      |